# Taba Mulan
Taba Mulan is een bestuurslaag in het regentschap Kepahiang van de provincie Bengkulu, Indonesië. Taba Mulan telt 1216 inwoners (volkstelling 2010).